# 제주창조경제혁신센터
제주창조경제혁신센터는 정부·지방자치단체·민간 간 협력을 통한 창조경제 실현 및 확산에 기여하기 위하여 설립된 재단법인으로 제주창조경제혁신센터장은 3년 임기로 미래창조과학부 장관의 승인을 받아 임명되며 연임할 수 있다. 제주특별자치도 제주시 중앙로 217 (이도2동) 제주벤처마루 3~4층에 있다.

## 관련 규정
- 창조경제 민관협의회 등의 설치 및 운영에 관한 규정[4]

## 연혁
- 2015년 6월 26일 제주창조경제혁신센터 개소[5]
- 2015년 7월      제주크레비티 사람도서관 오픈
- 2015년 10월      제2센터 개소

## 조직

### 제주창조경제혁신센터장
- 스마트관광TF팀

## 같이 보기
- 민관합동창조경제추진단
- 서울창조경제혁신센터
- 인천창조경제혁신센터
- 경기창조경제혁신센터
- 강원창조경제혁신센터
- 충북창조경제혁신센터
- 세종창조경제혁신센터
- 대전창조경제혁신센터
- 충남창조경제혁신센터
- 전북창조경제혁신센터
- 광주창조경제혁신센터
- 빛가람창조경제혁신센터
- 전남창조경제혁신센터
- 대구창조경제혁신센터
- 경북창조경제혁신센터
- 부산창조경제혁신센터
- 울산창조경제혁신센터
- 경남창조경제혁신센터